# Équipe de Hongrie de football au Championnat d'Europe 1972
L'équipe de Hongrie de football dispute sa 2e phase finale de championnat d'Europe lors de l'édition 1972. Le tournoi se déroule en Belgique du 14 juin 1972 au 18 juin 1972.
La Hongrie est éliminée l'Union soviétique en demi-finale sur un score de 1-0. En petite finale contre le Belgique, la Hongrie est menée à la suite de buts encaissés aux 24e et 28e minutes puis Lajos Kű réduit l'écart sur penalty, et finalement battue 2-1. Les Hongrois affichent un bilan de deux défaites en deux matchs et une quatrième place.

## Phase qualificative
La phase préliminaire comprend huit poules. Le premier de chaque groupe se qualifie pour les quarts de finale.

### Phase préliminaire
La Hongrie se classe 1re du groupe 2.
| Rang | Équipe   | Pts | J | G | N | P | Bp | Bc | Diff |  | Résultats (▼ dom., ► ext.) |     |     |     |     |
| ---- | -------- | --- | - | - | - | - | -- | -- | ---- |  | -------------------------- | --- | --- | --- | --- |
| 1    | Hongrie  | 9   | 6 | 4 | 1 | 1 | 12 | 5  | +7   |  | Hongrie                    |     | 2-0 | 1-1 | 4-0 |
| 2    | Bulgarie | 7   | 6 | 3 | 1 | 2 | 11 | 7  | +4   |  | Bulgarie                   | 3-0 |     | 2-1 | 1-1 |
| 3    | France   | 7   | 6 | 3 | 1 | 2 | 10 | 8  | +2   |  | France                     | 0-2 | 2-1 |     | 3-1 |
| 4    | Norvège  | 1   | 6 | 0 | 1 | 5 | 5  | 18 | -13  |  | Norvège                    | 1-3 | 1-4 | 1-3 |     |

### Quart de finale
Après deux matchs nuls, à l'aller comme au retour, un match d'appui est organisé sur terrain neutre au Stade JNA de Belgrade. Les Hongrois gagnent sur un score de 2-1 et se qualifient pour les demi-finales.
| Équipe 1 | Résultat | Équipe 2 | Aller | Retour | Appui |
| -------- | -------- | -------- | ----- | ------ | ----- |
| Roumanie | 4 - 5    | Hongrie  | 1 - 1 | 2 - 2  | 1 - 2 |

## Phase finale

### Demi-finale
| Entraîneur : |
| A.Ponomarev  |

| Entraîneur : |
| R.Illovszky  |

| Entraîneur : |
| A.Ponomarev  |

| Entraîneur : |
| R.Illovszky  |

### Petite finale
| Entraîneur : |
| R.Goethals   |

| Entraîneur : |
| R.Illovszky  |

| Entraîneur : |
| R.Goethals   |

| Entraîneur : |
| R.Illovszky  |

## Effectif
Sélectionneur : Rudolf Illovszky
| No. | Pos.      | Joueur          | Date de naissance et âge | Sélec. | Club            |
| --- | --------- | --------------- | ------------------------ | ------ | --------------- |
|     | Gardien   | István Géczi    | 13 juin 1944             | 13     | Ferencváros TC  |
|     | Gardien   | Imre Rapp       | 15 septembre 1937        | 0      | Pécsi Dózsa SC  |
|     | Défenseur | Tibor Fábián    | 26 juillet 1946          | 9      | Vasas SC        |
|     | Défenseur | László Bálint   | 1er février 1948         | 6      | Ferencváros TC  |
|     | Défenseur | Péter Juhász    | 3 août 1948              | 15     | Újpest Dózsa    |
|     | Défenseur | Miklós Páncsics | 4 février 1944           | 28     | Ferencváros TC  |
|     | Milieu    | Flórián Albert  | 15 septembre 1941        | 72     | Ferencváros TC  |
|     | Milieu    | István Juhász   | 17 juillet 1945          | 13     | Ferencváros TC  |
|     | Milieu    | Lajos Kocsis    | 17 juin 1947             | 17     | Budapest Honvéd |
|     | Milieu    | József Kovács   | 3 avril 1949             | 3      | Videoton SC     |
|     | Milieu    | Mihály Kozma    | 1er novembre 1949        | 5      | Budapest Honvéd |
|     | Milieu    | Lajos Kű        | 5 juillet 1948           | 3      | Ferencváros TC  |
|     | Milieu    | István Szőke    | 13 février 1947          | 8      | Ferencváros TC  |
|     | Attaquant | Ferenc Bene     | 17 décembre 1944         | 60     | Újpest Dózsa    |
|     | Attaquant | Antal Dunai     | 21 mars 1943             | 22     | Újpest Dózsa    |
|     | Attaquant | Lajos Szűcs     | 10 décembre 1943         | 28     | Budapest Honvéd |
|     | Attaquant | Sándor Zámbó    | 10 octobre 1944          | 24     | Újpest Dózsa    |

## Navigation